# 長頸擬四眼鱂
長頸擬四眼鱂，為輻鰭魚綱鯉齒目鰕鱂亞目溪鱂科的其中一種，為熱帶淡水魚，分布於南美洲蘇利南淡水流域，體長可達6公分，棲息在雨林覆蓋溪流底中層水域，生活習性不明。

## 擴展閱讀
維基物種上的相關：長頸擬四眼鱂